# Pébrac
Pébrac är en kommun i departementet Haute-Loire i regionen Auvergne-Rhône-Alpes i centrala Frankrike. Kommunen ligger i kantonen Langeac som tillhör arrondissementet Brioude. År 2022 hade Pébrac 115 invånare.

## Befolkningsutveckling
Antalet invånare i kommunen Pébrac
| Referens: INSEE |